# Pridevnik
Pridévnik ali adjektív je pregibna beseda, ki izraža kakovost (lep, mlad, pravi), mero oziroma količino (majhen), vrsto (zadnji) ali svojino (očetov) in spada med pridevniške besede. Pridevniku lahko praviloma določimo sklon, spol in število, ki se ujema s samostalnikom, na katerega se pridevnik nanaša. V manjšini so pridevniki, ki se ne pregibajo z glasovnimi končnicami (npr. lila krilo, lila cvet).
V stavku opravlja vlogo levega prilastka (ljubezniv otrok); v čustveno poudarjenih zvezah  (strela božja) in ob zaimkih (jaz sam) lahko opravlja tudi vlogo desnega prilastka, ob pomožniku pa se prevrača v povedkovnik in opravlja vlogo povedkovega prilastka (Sava teče motna.).

## Vrste pridevnikov
Glede na vprašalnico ločimo:
- lastnostni (kakovostni) pridevnik (Kakšen?/Kolikšen?): lepa, trda, velika ...
- vrstni pridevnik (Kateri?): pisalna, jedilna, delovna ...
- svojilni pridevnik (Čigav?): moj, Mojčin, sosedov, Tinin, Larin, bratov, Bobanov ...

## Pregibanje
Pridevniki se po navadi ujemajo s samostalniško besedo v spolu, sklonu in številu (na primer ljubezniv, ljubeznivega). Nekateri pridevniki pa se ne pregibajo z glasovnimi končnicami in ostajajo v vseh oblikah enaki (na primer poceni --, lila --).

## Določnost
Lastnostni pridevniki, ki se končujejo na soglasnik, imajo v imenovalniku ednine in tožilniku, kadar je enak imenovalniku, poleg neglasovne končnice še končnico -i za določnost (npr. ljubezniv, ljubeznivi). Nedoločna oblika se uporablja pri predmetih/dogodkih/stanjih, ki jih prvič opisujemo, ter ob besedi "vsak". Določna oblika pa se uporablja v primerih, ko govorimo o že prej omenjeni zadevi, lastnih imenih (Aleksander Veliki), ob kazalnih in svojilnih zaimkih ter za vrstnimi števniki (prvi delovni dan). Določnost se izraža tako, da kakovostnim pridevnikom moškega spola ednine v imenovalniku (in pri samostalnikih s kategorijo neživosti še v tožilniku) doda -i (mlad – mladi, ponoven – ponovni ...), včasih se spremeni tudi mesto in/ali vrsta naglasa (stàr – stári, dêbel – debéli, vêlik – velíki ...) ali pa celo osnova (majhen – mali). Svojilni pridevniki, števniki ter primerniki in presežniki, so že po definiciji določni (npr. bratov, prvi, lepši, najlepši ...).